# نسيج وعائي

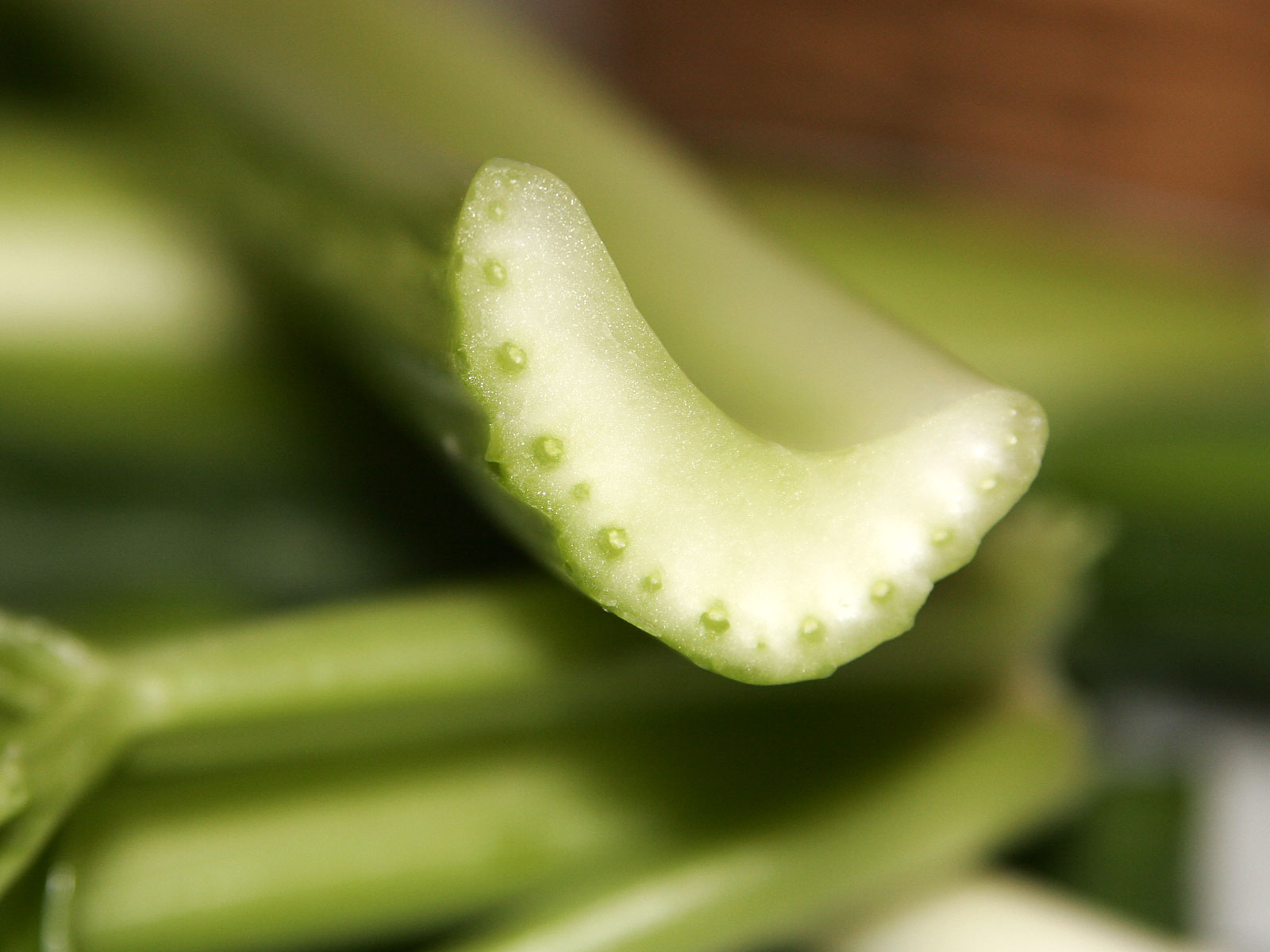

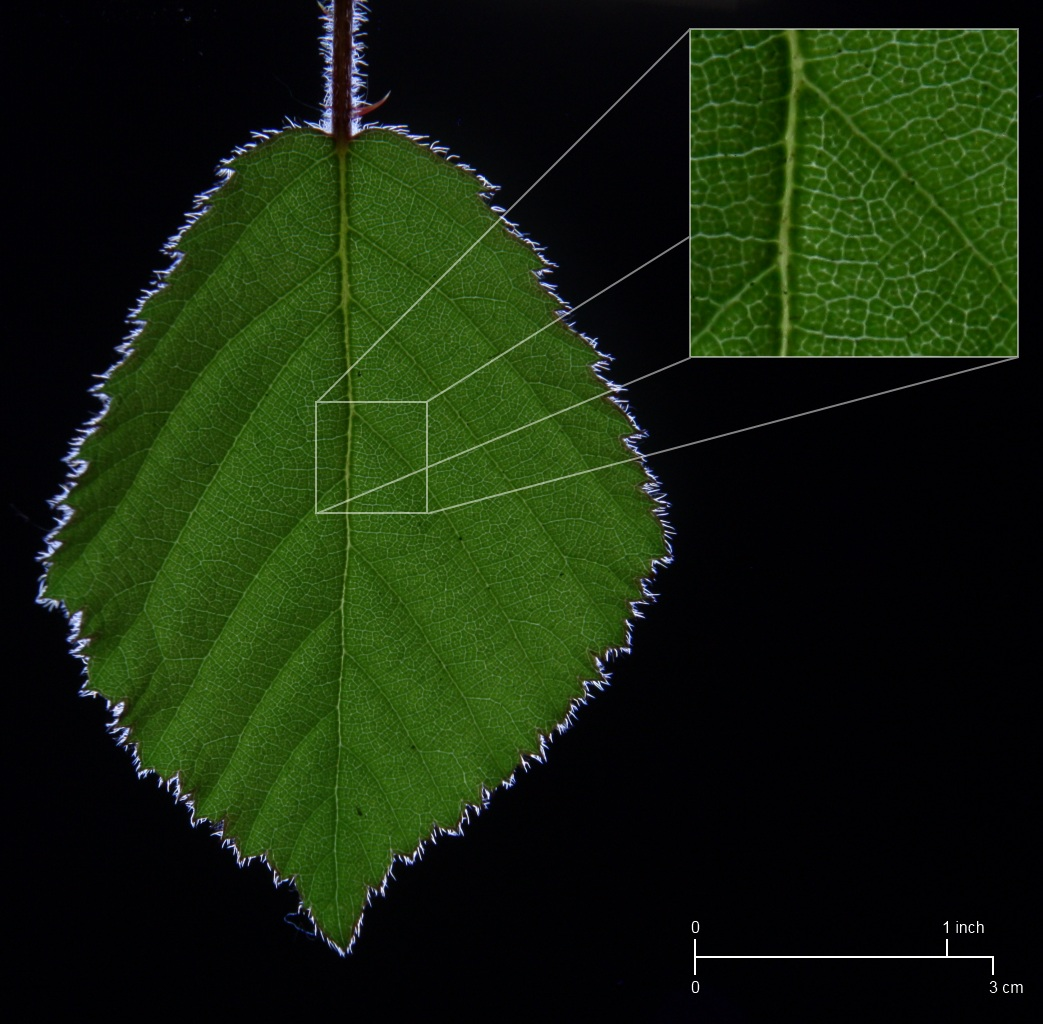

هذه المقالة تتحدث عن الأنسجة الوعائية في النباتات، للإطلاع على النقل عند الحيوانات أنظر نظام الدورة الدموية.
الأنسجة الوعائية هي أنسجة معقدة، تتكون من أنواع مختلفة من الخلايا، وتوجد في النباتات الوعائية، المكونات الأساسية للأنسجة الوعائية هي الخشب واللحاء، هاذان النسيجان ينقلان السوائل والعناصر الغذائية داخلياً، هناك أيضاً نوعان من الخلايا الإنشائية المرتبطة مع الأنسجة الوعائية هما الكامبيوم الوعائي والكامبيوم الفليني، وجميع الأنسجة الوعائية الخاصة بالنبات تشكل معاً نظام الأنسجة الوعائية في هذا النبات.
الخلايا في الأنسجة الوعائية المختلفة عادة تكون نحيلة وطويلة، ولأن الخشب واللحاء تعمل على نقل الماء والمعادن و العناصر الغذائية لجميع أنحاء النبات، ليس من المستغرب أن يكون شكلها مشابه للأنابيب.

## راجع أيضاً
- زايلم
- لحاء
- نبات وعائي

## وصلات خارجية
مدخل إلى البنية النباتية يحتوي على رسومات تخطيطية للأنسجة النباتية.